# Zweite Marokkokrise

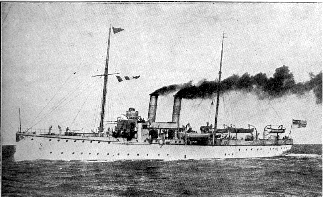
Das Kanonenboot Panther

Die Zweite Marokkokrise, auch als Panthersprung nach Agadir bekannt, wurde 1911 durch die auf persönlichen Befehl Wilhelms II. erfolgte Entsendung des deutschen Kanonenboots Panther nach Agadir ausgelöst, nachdem französische Truppen Fès und Rabat besetzt hatten. Die am 1. Juli 1911 eingetroffene Panther wurde nach wenigen Tagen durch zwei andere deutsche Kriegsschiffe, den Kleinen Kreuzer Berlin und das Kanonenboot Eber, abgelöst. Ziel der deutschen Aktion war die Abtretung von Kolonialgebieten Frankreichs an das Deutsche Reich als Gegenleistung für die Akzeptanz der französischen Herrschaft über Marokko infolge der Ersten Marokkokrise. Drohgebärden wie die Entsendung der Panther sollten dieser Forderung Nachdruck verleihen.

## Vorgeschichte
Zwischen etwa 1880 und 1914 kam es zu einem Wettlauf um Afrika: Ab dem Jahr 1880 änderte sich der europäische Imperialismus. Wurde zuvor ein „informeller“ Imperialismus, geprägt durch militärische und wirtschaftliche Überlegenheit, angewandt, kristallisierte sich um das Jahr 1880 immer mehr ein direkter Imperialismus heraus. Sein Merkmal war die direkte Einflussnahme europäischer Staaten in Angelegenheiten afrikanischer Stämme und Länder.
Alle Versuche, den imperialistischen Wettbewerb in geregelte Bahnen zu bringen, zum Beispiel durch die Kongokonferenz in den Jahren 1884 und 1885, scheiterten. Die Konflikte um die afrikanischen Kolonien waren Teil des weltpolitischen Machtstrebens europäischer Regierungen und Regenten, das zum Ersten Weltkrieg führte.

## Ausbruch der Krise
Am 21. Mai 1911 marschierten französische Truppen unter General Charles Moinier nach Marokko ein und besetzten Fès und Rabat. Aus Paris wurde der Schritt damit begründet, es habe einen Hilferuf des Sultans Mulai Abd al-Hafiz gegeben. Dieser war in derselben Zeit in Auseinandersetzungen mit aufständischen Stämmen verwickelt. Frankreich führte an, dass es durch die Intervention einen Bürgerkrieg habe verhindern und die Autorität des Sultans stärken wollen. Nach dem Einmarsch der französischen Truppen dementierte der Sultan jedoch, um Hilfe gebeten zu haben, und betonte, dass er sich weiterhin an die Algeciras-Akte halte. Trotzdem zeigte er sich dankbar für die Niederschlagung der gegen ihn gerichteten Aufstände. Das Sultanat Marokko war bei der Aufteilung des Osmanischen Reiches bis dahin unabhängig geblieben; es sah sich seit der Kolonisierung Algeriens aber immer stärker unter Druck aus Frankreich. Außerdem rangen deutsche und französische Rüstungskonzerne um die reichen Erzvorkommen des Landes und den damit verbundenen Waffenhandel.
Während der französischen Aktion begann auch Spanien, seine Truppen in Alarmbereitschaft zu versetzen, da sich das Königreich durch die militärische Präsenz Frankreichs im direkten Nachbarland in seinen Interessen bedroht sah.

## Der „Panthersprung nach Agadir“

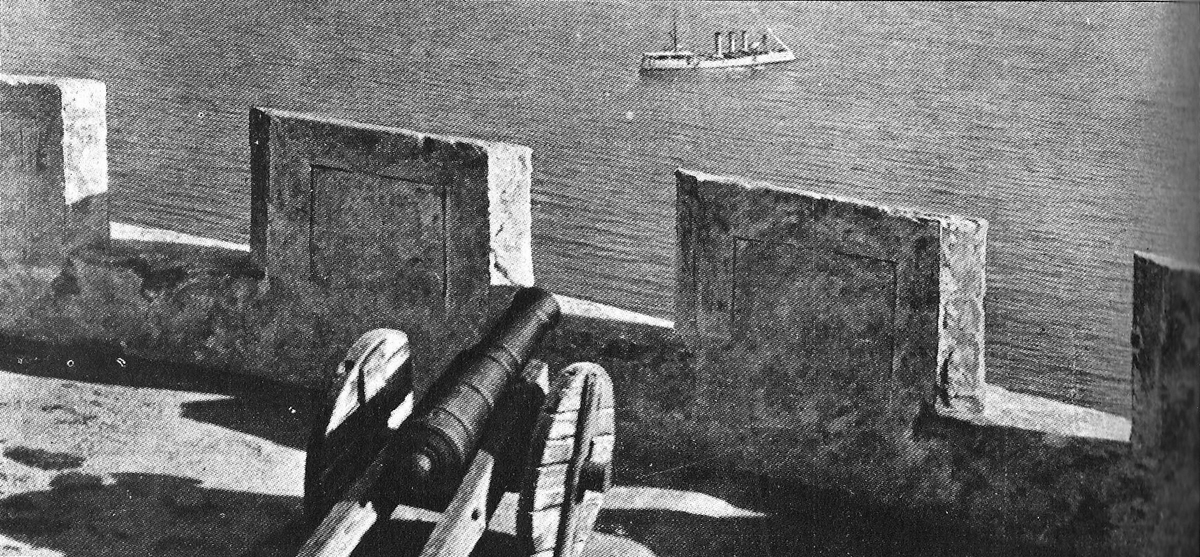
Die Berlin vor Agadir (1911)

Nun trat das deutsche Auswärtige Amt unter Staatssekretär Alfred von Kiderlen-Waechter auf den Plan. Hinter dem aggressiven Vorgehen in Marokko standen kolonial- und bündnispolitische Überlegungen des Auswärtigen Amtes. Zum einen sollte die Agadir-Aktion (ähnlich wie die Erste Marokkokrise) einen Keil zwischen die Bündnispartner Großbritannien und Frankreich treiben. Zum anderen schwebten dem Staatssekretär mittelafrikanische Kompensationen durch die Abtretung Französisch-Kongos vor, welche längerfristig eine Verbindung zwischen Kamerun und Deutsch-Ostafrika herstellen sollten. Im Laufe der Verhandlungen zwischen Kiderlen-Waechter und dem französischen Botschafter Jules Cambon, bei denen von Anfang an Kompensationsgedanken im Vordergrund standen, sah sich die deutsche Außenpolitik zunehmend in dem Zwiespalt, sich durch tatkräftige Rhetorik Vorteile in den Verhandlungsgesprächen zu verschaffen, ohne einen Krieg, bei dem man Großbritannien an der Seite Frankreichs sah, zu provozieren.
So verlangte das Auswärtige Amt von der Panther, die von Kamerun aus gerade auf dem Weg zur Grundüberholung nach Deutschland war, Agadir anzulaufen, wo sie am 1. Juli 1911 erschien.
In deutschen Zeitungen wurde dieses Eingreifen mit Schlagzeilen wie „Westmarokko deutsch!“, „Hurra, eine Tat!“ und „Wann werden wir marschieren?“ enthusiastisch gefeiert. Der SPD-Parteivorstand dagegen rief zum Protest gegen den Imperialismus, gegen „das Treiben der Chauvinisten“ und zu Friedensdemonstrationen auf. Im September beschloss der SPD-Parteitag eine Resolution, die die Erwartung aufstellte, dass insbesondere die deutsche Arbeiterklasse jedes mögliche Mittel anwende, um einen Weltkrieg zu verhindern.
Die britische Regierung fragte nach dem Grund für die Anwesenheit der Panther, und da eine Antwort zunächst ausblieb, erklärte Schatzkanzler David Lloyd George nach Verabredung mit dem Premierminister H. H. Asquith und dem Außenminister Edward Grey am 21. Juli in einer Rede, sein Land werde im Falle einer deutschen Herausforderung an der Seite Frankreichs stehen. Es folgten eine Probemobilmachung und die Verhängung einer Urlaubssperre für das Militär, ferner zusätzliche Kohlekäufe und die Beobachtung deutscher Kriegsschiffbewegungen in der Nordsee.
Großbritannien befürchtete, wie schon während der Ersten Marokkokrise, das Ziel des Deutschen Reiches sei die Errichtung einer Flottenbasis in Agadir, um von dort aus die äußerst wichtigen britischen Seewege nach Ägypten, zum Sueskanal und nach Indien (damals Britisch-Indien) zu beherrschen. Zu dieser Zeit war das deutsch-britische Wettrüsten in vollem Gange; die Beziehungen zwischen beiden Ländern waren sehr angespannt. Die deutsche Regierung unter Reichskanzler Theobald von Bethmann Hollweg hielt es jedoch nicht für nötig, andere Mächte dabei zu konsultieren, was zu dem Missverständnis beitrug. Zudem wollte Großbritannien nicht dabei zusehen, wie Frankreich von Deutschland im Fall einer militärischen Auseinandersetzung als eigenständige Großmacht ausgeschaltet wird. Als Folge dessen schlug sich Großbritannien auf die Seite Frankreichs, das daraufhin nicht zu den erhofften Zugeständnissen gegenüber Deutschland bereit war.
Als offizielle Begründung für die Entsendung der Panther wurde nun eine Bedrohung deutscher Firmenhäuser im Süden Marokkos („des maisons allemandes, établies au Sud du Maroc et notamment à Agadir et dans ses environs“) geltend gemacht. Ein entsprechender Hilferuf wurde auf Bestellung des Auswärtigen Amtes von der Hamburg-Marokko-Gesellschaft unter der Leitung von Wilhelm Regendanz veranlasst und lag unterzeichnet erst nach dem 1. Juli in der Wilhelmstraße vor.
Weil die deutsche Antwort erst nach der Rede von Lloyd George eintraf und wenig überzeugend wirkte, entstand auf der ganzen Welt der Eindruck des Zurückweichens vor der britischen Drohung. Auch in Deutschland selbst wurde dieser Vorgang von vielen als Schlappe empfunden. Das seitdem isolierte Deutsche Reich drohte daraufhin immer offener mit Krieg, wollte ihn zugleich aber nicht riskieren. Darauf begann ein Teil der deutschen Öffentlichkeit, Kaiser Wilhelm II. Feigheit vorzuwerfen. Politiker, die einen Präventivkrieg forderten, gewannen an Einfluss.
Die Panther lag, kurz unterbrochen durch eine Kohleaufnahme in Santa Cruz, bis zum 25. Juli vor Agadir, ohne irgendwelche Handlungen an Land zu unternehmen. Am 4. Juli wurde sie durch den Kreuzer Berlin verstärkt. Ende Juli erschien eine als Handelskarawane getarnte französische Heereseinheit und hisste die französische Flagge auf der Kaspha von Agadir. Der Kommandant der Berlin, Fregattenkapitän Löhlein, bat telegraphisch um Anweisungen, die dann mit „abwarten“ beantwortet wurden. Die Angelegenheit wurde auf diplomatischem Wege geregelt und die französische Flagge wieder niedergeholt. Der Kreuzer Berlin verließ Agadir am 28. November 1911. Auch das Kanonenboot Eber, das in der Zwischenzeit die Panther ersetzt hatte, wurde abgezogen.

## Beilegung der Krise
Die Krise wurde schließlich am 4. November 1911 mit dem Marokko-Kongo-Vertrag beigelegt, in dem das Deutsche Reich auf seine Ansprüche in Marokko und auf den Entenschnabel verzichtete und dafür mit einem Teil der französischen Kolonie Französisch-Äquatorialafrika (Neukamerun) entschädigt wurde.
Die Gebietsgewinne waren nur ein Bruchteil dessen, was die deutsche Regierung angestrebt hatte. Durch diese Krise wurde die außenpolitische Isolation des Deutschen Reichs in Europa weiter verschärft. Das im Marokko-Kongo-Abkommen erreichte Resultat wurde in der deutschen Presse und Öffentlichkeit enttäuscht als „neues Olmütz“ aufgenommen, was sich auf die diplomatische Niederlage Preußens in der Olmützer Punktation von 1850 bezog. Die Reichstagsdebatte mit der verteidigenden Rede Bethmann Hollwegs stand unter diesem Vorzeichen. Der Reichskanzler musste sein Zurückweichen gegen eine Mehrheit verteidigen, die es auf das Äußerste hätte ankommen lassen und der Regierung Schlappheit vorwarf. Lediglich August Bebel als Vertreter einer Partei, auf die er seine Politik nicht stützen wollte, stand ihm bei. Somit offenbarte die zweite Marokkokrise nicht nur die außenpolitische Isolation Deutschlands, sondern auch den Autoritätsschwund der kaiserlichen Obrigkeit im Inneren. Die innenpolitischen Rückwirkungen, die von einer erfolgreichen Marokkopolitik erhofft worden waren, blieben aus, verschlechterten gar das politische Klima, sodass der „schwarz-blaue Block“ in der Reichstagswahl 1912 eine herbe Niederlage erfahren musste.
1912 verlor Marokko im Vertrag von Fès seine Souveränität an Frankreich und ging im Protektorat Französisch-Marokko auf.
Spanien erhielt mit Abschluss des französisch-spanischen Vertrags vom 27. November 1912 eine eigene Einflusszone (Zone d’influence espagnole): im Norden das Küstengebiet am Mittelmeer und dem Rifgebirge sowie im Süden einen Streifen mit der Provinz Tarfaya. Spanien errichtete auf diesen Gebieten das Protektorat Spanisch-Marokko mit Tétouan als Hauptstadt.

## Protestkundgebungen in Europa
Die Zweite Marokkokrise war der bis dahin gefährlichste Konflikt zwischen den europäischen Mächten. Vielen Menschen war die Gefahr eines großen Krieges bewusst und entsprechend regte sich vielfältiger Protest. In den meisten europäischen Ländern gingen massenhaft Menschen auf die Straßen oder versammelten sich in großen Sälen, um gegen die Kriegsgefahr zu protestieren. Neben bürgerlichen Pazifisten und liberalen Rüstungsgegnern waren die wichtigste Akteure dieser Proteste die europäische Sozialdemokratie und in vielen Ländern auch die Gewerkschaftsbewegung. In Paris und anderen französischen Städten fanden regelmäßig Kundgebungen, Demonstrationen und Versammlungen statt. Demonstrativ wurden Gewerkschafter oder Vertreter der jeweiligen sozialdemokratischen oder Arbeiterparteien aus den in den Konflikt involvierten Ländern eingeladen. Auch im Vereinigten Königreich versammelten sich in zahlreichen Städten Menschen, um gegen die Kriegsgefahr zu protestieren. Hier fiel die Marokkokrise allerdings in eine für das Land ungekannte Phase radikalisierter Arbeitskämpfe, die sogar den Einsatz des Militärs zur Folge hatten. Am 13. August kamen mehrere Tausend Menschen auf dem Londoner Trafalgar Square zusammen und hielten gemeinsam mit gerade anwesenden französischen Arbeitern eine Kundgebung ab.
Die größten Kundgebungen fanden derweil in Deutschland statt, wo mit der SPD die mitgliederstärkste sozialistische Arbeiterpartei der Welt existierte. Allerdings tat sich der Parteivorstand lange Zeit schwer, überhaupt eine Stellungnahme zum Konflikt zu veröffentlichen oder zu Protesten aufzurufen. So weigerte sich die SPD-Führung, eine Sondersitzung des ISB (Internationales Sozialistisches Büro, Einrichtung der sozialistischen Zweiten Internationale) einzuberufen. Dieses Verhalten wurde vor allem von Rosa Luxemburg und vom linken Parteiflügel mit Hilfe der Leipziger Volkszeitung äußerst scharf kritisiert, was den Vorstand, nach heftigen Angriffen auf die Parteilinke um Luxemburg, schließlich dazu bewog, massenhaft zu Protestveranstaltungen zu mobilisieren. Im gesamten August fanden praktisch täglich in vielen Orten massenhaft besuchte Protestversammlungen statt – die größte von ihnen am 3. September in Berlin. Hier versammelten sich mehr als 200.000 Menschen im Treptower Park, um gegen die Kriegsgefahr zu protestieren. Diese Demonstration war damit wohl die größte, die bis dahin weltweit stattgefunden hatte.